# Voltinia radiata
Voltinia radiata är en fjärilsart som beskrevs av Frederick DuCane Godman och Osbert Salvin 1886. Voltinia radiata ingår i släktet Voltinia och familjen Riodinidae. Inga underarter finns listade i Catalogue of Life.